# Jules Rimet
Jules Rimet (Theuley, Francia; 14 de octubre de 1873-Suresnes, Francia; 15 de octubre de 1956) fue un abogado, árbitro de fútbol y dirigente deportivo francés, que ejerció como tercer presidente de la FIFA, desde 1921 hasta 1954, liderando dicha organización durante treinta y tres años, convirtiéndose así en el más longevo de los presidentes que ha tenido esta entidad. Además fue presidente de la Federación Francesa de Fútbol de 1919 a 1946, así como también miembro fundador y presidente del Red Star Football Club desde 1904 a 1909.

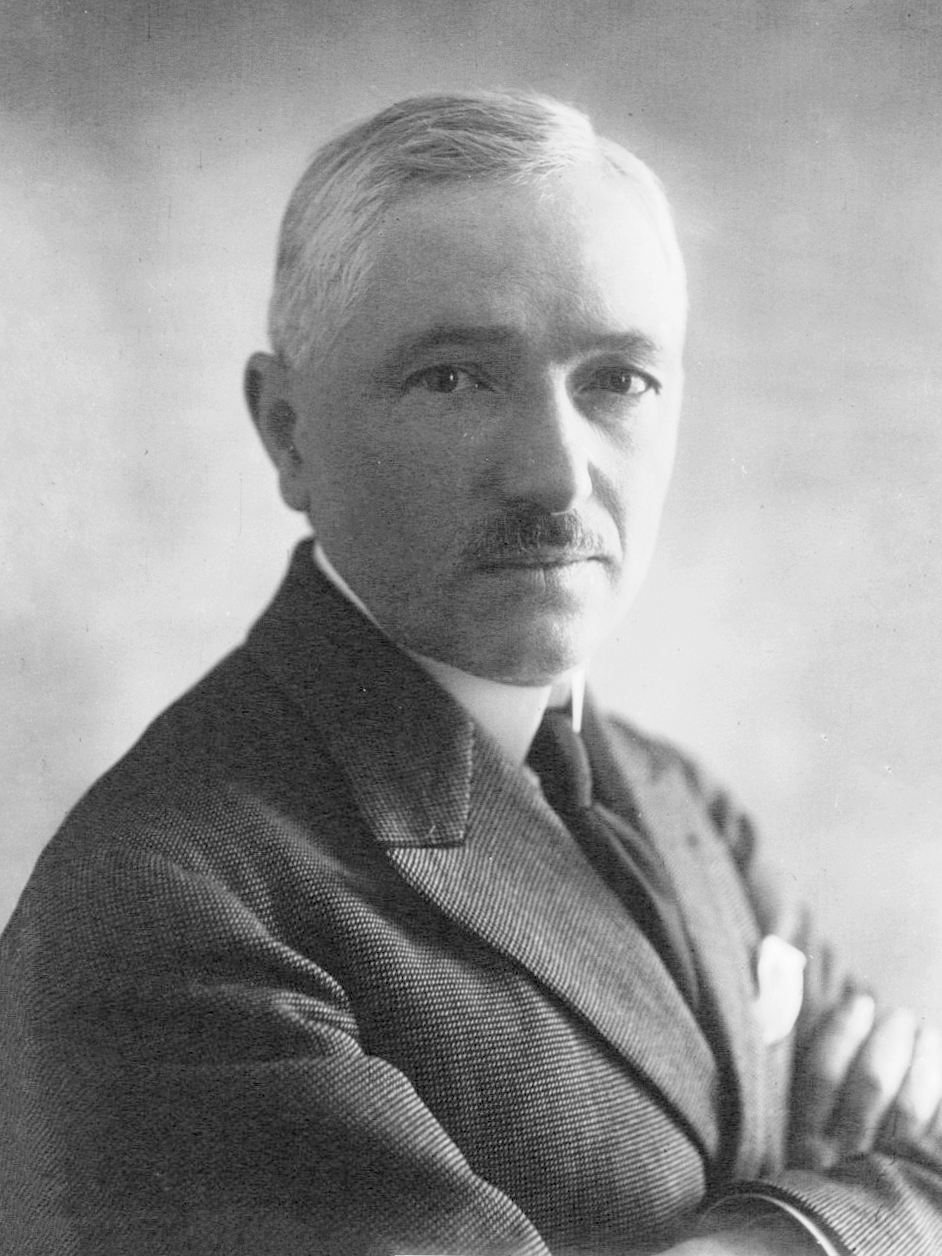
Jules Rimet en 1920.

A lo largo de su carrera, Rimet configuró la estructura actual de la FIFA, creando la Copa Mundial de Fútbol y definiendo la ambiciosa mecánica que dicho torneo implementaría, lo que incluía la rotación de los países anfitriones, la creación de un sistema de eliminatorias y la periodicidad de cuatro años que lo caracteriza. Igualmente, durante su administración se crearon la Copa Juvenil de la FIFA /Blue Stars (1939), la Confederación Asiática de Fútbol (1954) y la UEFA (1954). 
Rimet contribuyó notoriamente a la popularización del fútbol, al vincular los medios de comunicación con la FIFA y los torneos que esta y sus organizaciones continentales realizaban, práctica que definiría la naturaleza actual de dicha entidad. Igualmente, defendió la participación igualitaria de las selecciones de los diferentes países, ello en detrimento de la tradicional resistencia del Reino Unido, que a causa de su estatus de nación creadora del fútbol, tras la Primera Guerra Mundial, se negó a seguir participando en la federación junto con sus naciones rivales. No fue sino hasta 1946, cuando el Reino Unido se reincorporó a la FIFA, decisión que se celebró con la disputa del Partido del Siglo entre Gran Bretaña y el resto de Europa, el 10 de mayo de 1947. 
La Copa del Mundo fue su máxima obra, y así lo reconocieron los dirigentes de todas las asociaciones de fútbol cuando en el Congreso de Luxemburgo de 1946, en ocasión de la celebración de su 25.º aniversario como presidente de la FIFA, decidieron ponerle su nombre al trofeo de este torneo, denominación que mantendría hasta 1970.
A los 81 años de edad, Rimet participó de su último acto ceremonial: la apertura de la Copa del Mundo de 1954, en Lausana, Suiza. El 21 de junio de ese mismo año, en el Congreso de Berna, Jules Rimet finalizó su mandato, y fue nombrado primer presidente honorario de la FIFA. El año siguiente fue nominado para el Premio Nobel de la Paz, pero el comité de dicho galardón optó por suspender la entrega del mismo tanto en 1955 como en 1956. 
Rimet falleció en 1956, a los ochenta y tres años de edad. Para el momento, contaba con numerosos reconocimientos en su haber, entre ellos, destacan la Legión de Honor y la Cruz de Guerra Francesa.

## Primeros años
Educado en sus comienzos de manera rígida, estudió la carrera de abogado en París y, aunque le gustaba el fútbol, no lo practicó, por lo que se dedicó más bien a ayudar a los deportistas.
Al inicio de su carrera como dirigente, que comenzó en marzo de 1897, se reunió con unos amigos para fundar el club Red Star, que aún existe y que presidió. Luego, en 1910, fue uno de los fundadores y presidente de la Ligue de football association, que se integró en el Comité français interfédéral. Nueve años más tarde, dicho comité se transformó en la Federación Francesa de Fútbol (FFF), que Rimet dirigió desde 1919 a 1942.

## Presidente de la FIFA
Posteriormente se vinculó a la FIFA como representante de Francia ante la misma, hasta que en 1921 fue designado presidente; allí trasladó su experiencia de líder y su amor al fútbol, que lo impulsó a reorganizar la FIFA, que por entonces estaba a punto de disolverse. En tal sentido Rimet trabajó arduamente para sostener la asociación internacional y promover la práctica del fútbol así como los partidos entre selecciones nacionales.
Jules Rimet promovió los torneos olímpicos de fútbol de los años veinte en tanto la difusión internacional del fútbol requería la presencia de este deporte en el programa de los Juegos Olímpicos de Verano. Al observar el creciente interés de varios países en la práctica del fútbol y su efectiva masificación, Rimet propuso la idea de crear una Copa Mundial de Fútbol como torneo internacional dedicado exclusivamente a este deporte, proyecto que fue su sueño más preciado.
Con la llegada del primer Mundial, el Congreso de la FIFA de 1928 propuso crear un trofeo para el campeón. Jules Rimet decidió encargarle la copa al escultor francés Abel Lafleur, quien realizó una estatuilla de 35 centímetros de alto y 3,8 kilogramos, con una clara referencia a Niké, la diosa griega de la victoria. Por ese motivo, el artesano francés llamó a la copa como la Diosa de la victoria. Sin embargo, ese no fue el nombre que mantuvo a lo largo de los años, en 1946, 25 años después de su asunción como presidente, el trofeo fue bautizado con su nombre. Esto fue definido por el Congreso de la FIFA celebrado en Luxemburgo.

## Impulsando la Copa Mundial de Fútbol
Pese a las discusiones entre varios países sobre la organización y financiamiento de este torneo, Rimet logró que se estableciera en 1928 y así la primera Copa Mundial de Fútbol se celebró, en 1930, en Uruguay, país que había ganado los torneos olímpicos de fútbol de 1924 y 1928 y que se proclamó campeón de la Copa Mundial.
El éxito del primer Mundial de Fútbol hizo que Rimet continuara con su empeño, logrando que diversas federaciones nacionales se adhiriesen a él. Con este empuje, en 1934 Rimet consiguió que se repitiera el torneo mundial en Italia y luego en 1938 se celebrase en Francia. La Segunda Guerra Mundial interrumpió el campeonato, el cual ya estaba planificado para celebrarse cada cuatro años.

## Tras la Segunda Guerra Mundial
En 1946, en el congreso de la FIFA en Luxemburgo, su nombre denominó oficialmente la Copa Mundial hasta el año 1970, pactándose que dicho trofeo se entregaría en perpetuidad al primer equipo que lo ganase tres veces (récord logrado por la selección de fútbol de Brasil). Tras el paréntesis forzado por la Segunda Guerra Mundial, Rimet luchó para que los países participantes en la contienda reanudaran sus competiciones futbolísticas, convencido de que las diferencias políticas entre naciones no deberían extenderse al deporte, reclamando que las selecciones de Italia y Alemania volvieran a los torneos internacionales, lo cual le valió el rechazo de otros países.
Con su tenacidad Rimet logró que la cuarta Copa Mundial de Fútbol se disputase en Brasil en el año 1950, en tanto los países de Europa no se ponían de acuerdo al respecto. Fue en ese torneo donde Rimet ganó la satisfacción de Inglaterra, para que aceptase participar en pie de igualdad con otras selecciones del mundo. Luego en 1954 Rimet fue nombrado presidente honorífico de la FIFA, tras cumplir su período de mandato como presidente, a la edad de 81 años.
Al año siguiente fue nominado para el Premio Nobel de la Paz pero no prosperó su candidatura. Retirado de la dirigencia futbolística, Rimet falleció en la ciudad suiza de Berna en 1956.